# Kościół św. Doroty w Sławucie
Kościół św. Doroty w Sławucie – kościół rzymskokatolicki w Sławucie, położony przy ul. Sobornosti. 

## Historia
Kościół św. Doroty został ufundowany w 1822 roku przez ówczesnego właściciela Sławuty, ks. Eustachego Sanguszkę z przeznaczeniem na mauzoleum rodzinne. Zgodnie z intencją fundatora miał być kopią kościoła św. Eustachego w Paryżu. Świątynia została usytuowana na wzgórzu, nieopodal nieistniejącego obecnie pałacu Sanguszków. 
Wejście do świątyni poprzedzono wysokim, półkolistnym tarasem, który z obu stron obejmowały półkoliście zakreślone schody. Nad głównym wejściem fundator kazał umieścić zachowany do dzisiaj napis: "Święta Doroto módl się za nami". Na szczycie fasady znajdował się zaś kamienny sarkofag wskazujący na główne przeznaczenie świątyni. Ołtarze kościoła oraz oprawa organów zostały wykonane z czarnego dębu (w znacznym stopniu zachowane do dzisiaj). Po prawej stronie ołtarza znajduje się wejście prowadzące do podziemi z grobami rodu Sanguszków. 
W 1935 roku kościół został zamknięty. Otwarto go ponownie podczas okupacji niemieckiej (1941–1944), po czym znowu zamknięto. W okresie ZSRR świątynia zamieniona została na magazyn soli, a większość wyposażenia zniszczono. Kościół został odzyskany przez katolików w 1990 roku. W kolejnych latach, dzięki staraniom proboszcza, ks. Jana Szańcy (od 1996), kościół został w znacznym stopniu wyremontowany, choć prace renowacyjne wciąż nie zostały ukończone. Parafia wchodzi w skład diecezji kamieniecko-podolskiej.